# Ólafur Jóhannesson (entraîneur)
Pour les articles homonymes, voir Ólafur Jóhannesson (homonymie).
Ólafur Davíð Jóhannesson (né le 30 juin 1957 à Reykjavik) est un entraîneur islandais de football.
Il a auparavant entrainé les équipes de Einherji, UMF Skallagrímur, FH Hafnarfjörður, Þróttur Vogum, Haukar Hafnarfjörður, UMF Selfoss et IR Reykjavik. 

## Biographie

### FH Hafnarfjörður
Ólafur Jóhannesson a entraîné le FH Hafnarfjörður à trois reprises dans sa carrière mais la dernière période entre 2002 et 2008 a été la plus prolifique. Durant ces années, le FH Hafnarfjörður est devenu le meilleur club du pays. 
En 2002, il a fini sa première saison à la tête de l'équipe à la seconde place du championnat, le meilleur résultat jamais réalisé par le club.
La saison suivante, en 2004, il permit à l'équipe de devenir champion d'Islande de football pour la première fois en lui offrant par la même occasion la possibilité de participer au premier tour de la Ligue des champions. 
Ólafur Jóhannesson remporta le championnat de nouveau en 2005 et 2006 ainsi que la coupe d'Islande en 2007.

### Équipe d'Islande de football
Ólafur Jóhannesson a quitté son poste d'entraîneur du FH Hafnarfjörður pour a signé un contrat de 2 ans le 29 octobre 2007 afin de manager l'équipe nationale. 
Il fit sa première apparition sur le banc de l'équipe d'Islande le 21 novembre 2007 lors d'un match contre le Danemark perdu 3-0 dans le cadre des éliminatoires pour le championnat d'Europe 2008.
Ólafur Jóhannesson travaillait comme charpentier pendant toutes les saisons où il a été entraîneur de club. Lors de sa prise de fonction à la tête de l'équipe d'Islande, il prévoyait toujours de conserver cette activité. 

## Palmarès d'entraineur
- Championnat d'Islande : 2017